# CREAL
CREAL（クリアル）は、クリアル株式会社が運営する不動産投資クラウドファンディングサービス。
不動産特定共同事業法の許認可に基づき、2018年11月にサービスを開始。

## 概要
CREAL（クリアル）は、一口一万円から投資ができる不動産投資クラウドファンディングサービス。クラウドファンディングを活用することで、不動産投資にかかる各種手続きをインターネット上で簡略化。不動産投資は価値が相対的に安定した、資産運用に欠かせない重要な手段のひとつにもかかわらず、不動産投資への機会は一部の富裕層や機関投資家に限定されてしまってといういわば”社会課題”を解決すべく、一万円からネットで手軽に誰でも資産運用を開始できる資産運用の民主化を目指すサービス。投資対象の不動産は、数億円規模の一棟マンション・オフィス・ホテル・保育園・学校など多岐にわたる。

## 運営
運営会社のクリアル株式会社は、2011年創業。「不動産投資を変え、社会を変える」をミッションとしており、管理手法や業務プロセスには大きな変革の余地がある不動産投資プロセスにDX（デジタルトランスフォーメーション）を活用した資産運用プラットフォーム事業を積極的に展開している。
一般個人投資家向けの資産運用サービスとして投資用クラウドファンディング「CREAL」、機関投資家や富裕層向けの不動産ファンド事業・アセットマネジメント事業として「CREAL Pro」を事業とし、運用資産残高は300億円超。また、子会社のクリアル・パートナーズ株式会社では、個人投資家向けの資産運用サービス「CREAL Partners」として、実物不動産販売も行っている。
創業者はゴールドマン・サックスやカーライルを経て、ブリッジ・シー・キャピタルを創業した徳山明成。代表は、アクセンチュアでの様々な業界に対するDXによる業務改善コンサルティングを経て、ラサール・インベストメント・マネージメント、オリックス、新生銀行等で不動産証券化業務に長く携わった横田大造。

### 沿革
- 2011年5月 - 株式会社ブリッジ・シー・キャピタルとして創業。
- 2018年11月 - CREALサービス開始。
- 2020年3月 - クリアル株式会社に社名変更。
- 2022年4月 - 東京証券取引所グロース市場に上場。

## 主なファンド実績
- 2018年12月 - 第1号『ホテル アマネク 浅草吾妻橋スカイ』（ホテル、8.8億円）
- 2019年2月 - 第9号『さくらさくみらい駒込』（保育園、4.5億円）
- 2019年7月 - 第16号『ちくらつなぐホテル』（ホテル、2.376億円）
- 2019年11月 - 第24号『SOLA沖縄学園』（医療系専門学校、8.38億円）
- 2020年11月 - 第25号『上野オフィスプロジェクト』（ホテル→オフィスへのコンバージョン、4.65億円）
- 2020年4月 - 第27号『ココファン・ナーサリー旗の台』（保育園、4.69億円）
- 2020年10月　第33号『グローバルキッズ西大井園』（保育園、3.66億円）
- 2021年2月 - 第39号『Rakuten STAY 富士河口湖駅』（「Rakuten STAY」ブランドのホテル、4.6億円）
- 2021年4月 - 第43号『CREAL三軒茶屋』（一棟マンション、4.75億円）
- 2021年5月 - 第44号『Rakuten STAY博多祇園』（「Rakuten STAY」ブランドのホテル、3.81億円）

## 受賞
- 2020年度　グッドデザイン賞受賞[3]
- 2020年度　Ruby biz グランプリVertical Solution賞受賞[4]